# 龐德街站
龐德街站（英語：Bond Street tube station）位於英國倫敦西敏市牛津街下方，是伊利沙伯線、倫敦地鐵中央線及朱比利線交會的鐵路站。儘管本站以龐德街為名，但並未有出入口正對此街。
本站位於倫敦軌道運輸第1收費區。

## 出入口位置
本站設有數個直接通往中央線和銀禧線月台的出入口，分別位於：
- 新龐德街以西數公尺處、牛津街及戴維斯街口西側的購物中心內
- 馬里波恩里
- 牛津街南側、鄰近牛津街與戴維斯街的路口（路口西、東側均設一出入口）

本站亦設有直接連繫伊利沙伯線月台的出入口：西側出入口位於戴維斯街，東側出口則位於漢諾威廣場。

## 歷史

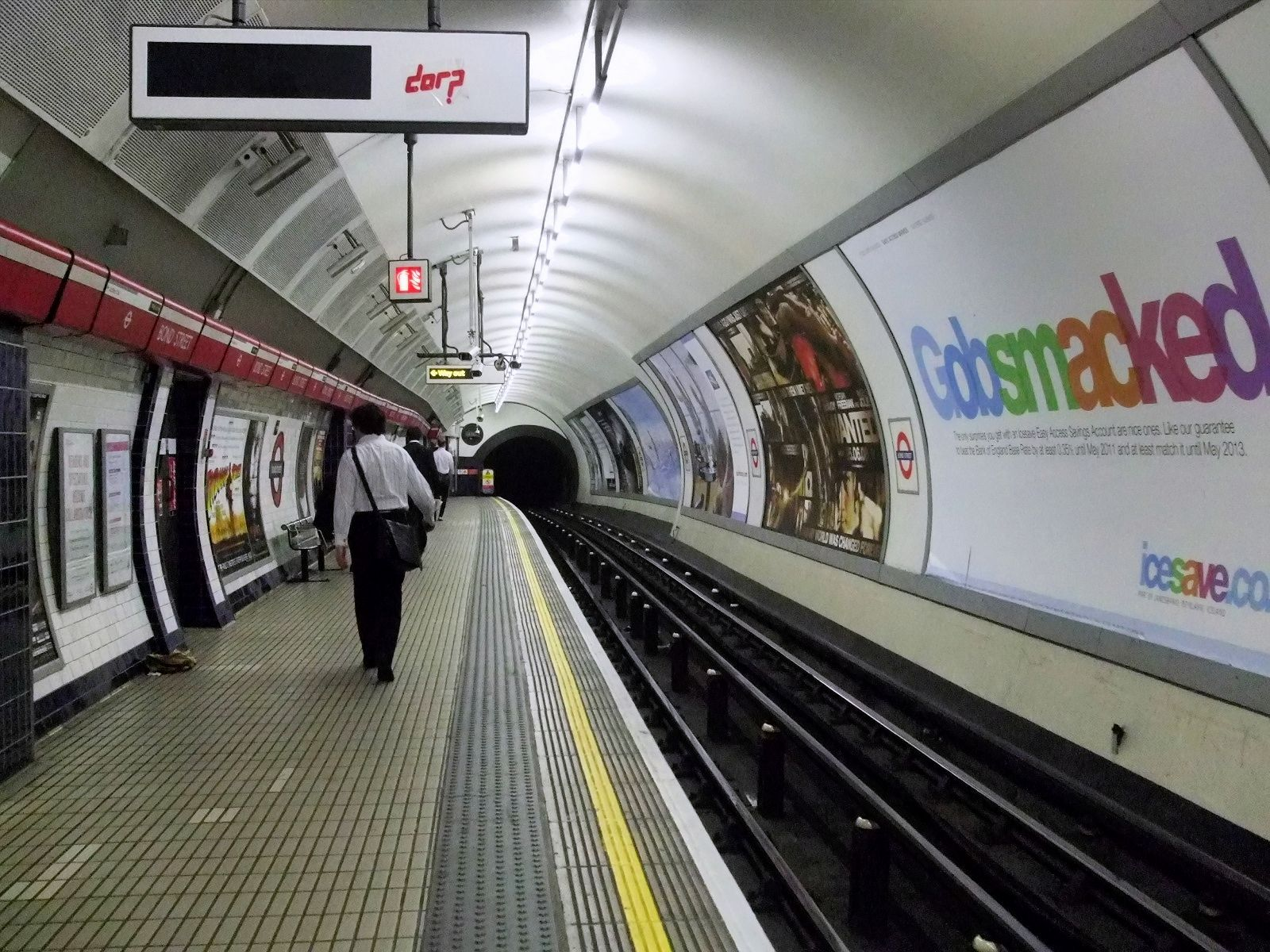
中央線西向月台，視角向東

龐德街站係由中央倫敦鐵路於1900年9月24日啟用，距中央線最早的站開幕要晚了3個月。本站經歷了多次翻新，第一次是在1926年6月8日，以新式手扶梯取代舊的升降梯、建造新的售票大廳及外牆，到70、1980年代因新的購物中心落成而遭到改建，本站朱比利線的部份亦於1979年5月1日開通，而舊外牆僅在本站東側入口保留了一小部份。
2014年，為配合耗資3億的車站擴建及提升工程，本站中央線月台曾於4月至6月關閉，銀禧線月台則曾於7月至12月關閉。2017年11月，車站擴建及提升工程完成，為伊利沙伯線通車作準備。工程使車站出入口的客容量上升三成，並於馬里波恩里、牛津街北側設新入口。此外，本站亦同時新設了升降機，使出入口、大堂至月台均設有無障礙通道。

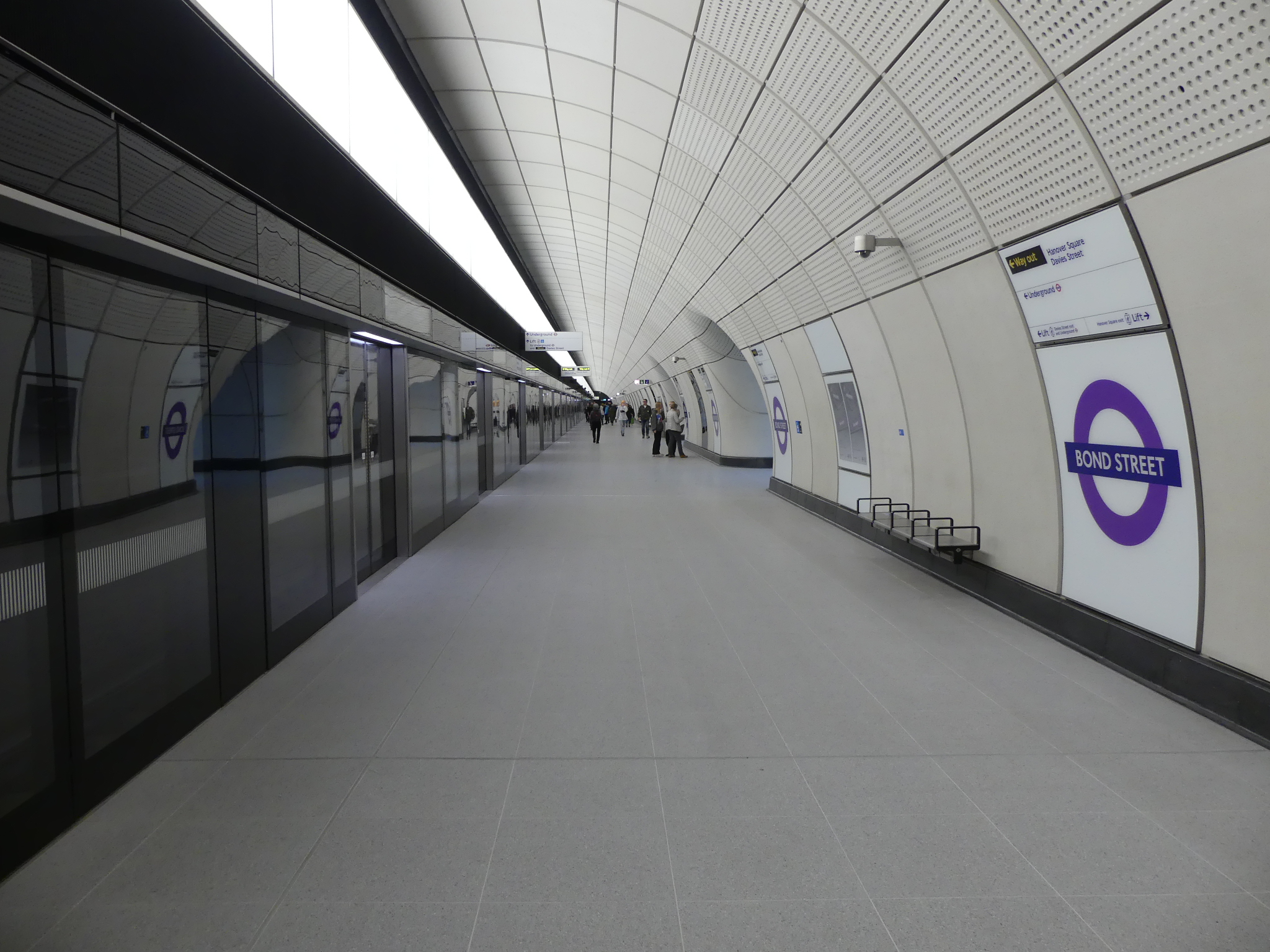
伊丽莎白线站台

由2009年至2022年，橫貫鐵路於龐德街地底建造伊利沙伯線月台。由於2014年時出現的隧道鑽挖問題，本站伊利沙伯線月台無法於2022年5月24日隨伊利沙伯線中段（帕丁頓至修道院森林）通車而啟用。同年10月24日，倫敦市長簡世德為本站伊利沙伯線月台開幕，月台亦於同日啟用，為乘客提供來往帕丁頓及修道院森林的列車服務。同年11月6日，伊利沙伯線中段的列車服務與東、西段貫通營運。

## 轉乘安排
由於伊利沙伯線並未與維多利亞線設有轉乘站，倫敦交通局於本站設出閘轉乘機制，使用蠔卡或其他非接觸式支付系統於指定時間內於本站與牛津圓環站間轉綫，計算車資時會被視作一程車程。除了維多利亞線外，乘客亦可於牛津圓環站轉乘貝克盧線。本站位於漢諾威廣場的出入口則最接近牛津圓環站。

## 列車服務

### 日間非繁忙時間服務

#### 銀禧線
截至2022年7月，本站的銀禧線列車班次每小時為：
- 24班 東行 往斯特拉福德
- 4班 西行 往西漢普斯特德
- 4班 西行 往威爾斯登綠地
- 4班 西行 往溫布利公園
- 12班 西行 往史丹摩

#### 中央線
截至2022年7月，本站的中央線列車班次每小時為：
- 12班 西行 往諾霍特 （其中9班續駛至西萊斯里普）
- 12班 西行 往白城 （其中9班續駛至伊靈大道）
- 12班 東行 往勞頓 （其中9班續駛至埃平）
- 12班 東行 往紐貝利公園 （其中9班續駛至海諾特）

#### 伊利沙伯線
截至2022年11月6日，本站的伊利沙伯線列車班次每小時為：
- 8班 東行 往修道院森林
- 8班 東行 往仙菲爾德
- 2班 西行 往希斯羅機場4號航站樓
- 2班 西行 往希斯羅機場5號航站樓
- 2班 西行 往梅登黑德
- 2班 西行 往雷丁
- 8班 西行 往帕丁頓

### 通宵服務
2016年8月19日，倫敦地鐵開始逢週五、六晚上於中央線運行通宵列車，本站首次有通宵列車服務。同年10月7日起，銀禧線逢週五、六晚上亦設有通宵列車服務。每小時有6班列車。
2020年3月20日，中央線和銀禧線的通宵列車服務因2019冠狀病毒病疫情而暫停 。中央線的通宵列車服務於2021年11月重開。銀禧線的通宵列車服務則於2022年5月21日起恢復。
伊利沙伯線不設通宵列車服務。
本站週五、六晚上通宵列車每小時的班次為：

#### 銀禧線
- 6班 西行 往史丹摩
- 6班 東行 往斯特拉福德

#### 中央線
- 6班 西行 往白城 （其中3班續駛至伊靈大道）
- 3班 東行 往勞頓
- 3班 東行 往海諾特（經紐貝利公園）

## 車站週邊
- 凱萊奇酒店
- 韓德爾宅第博物館
- 華勒斯典藏館（位於曼徹斯特廣場）
- 威格莫爾音樂廳（位於威格莫爾街）
- 美國駐英大使館

## 車站圖片

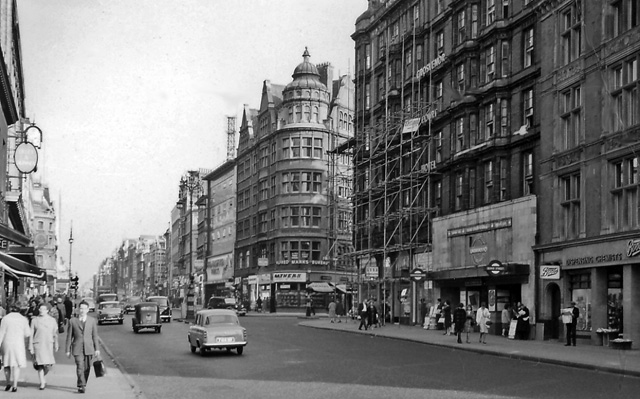
1960年代的龐德街站
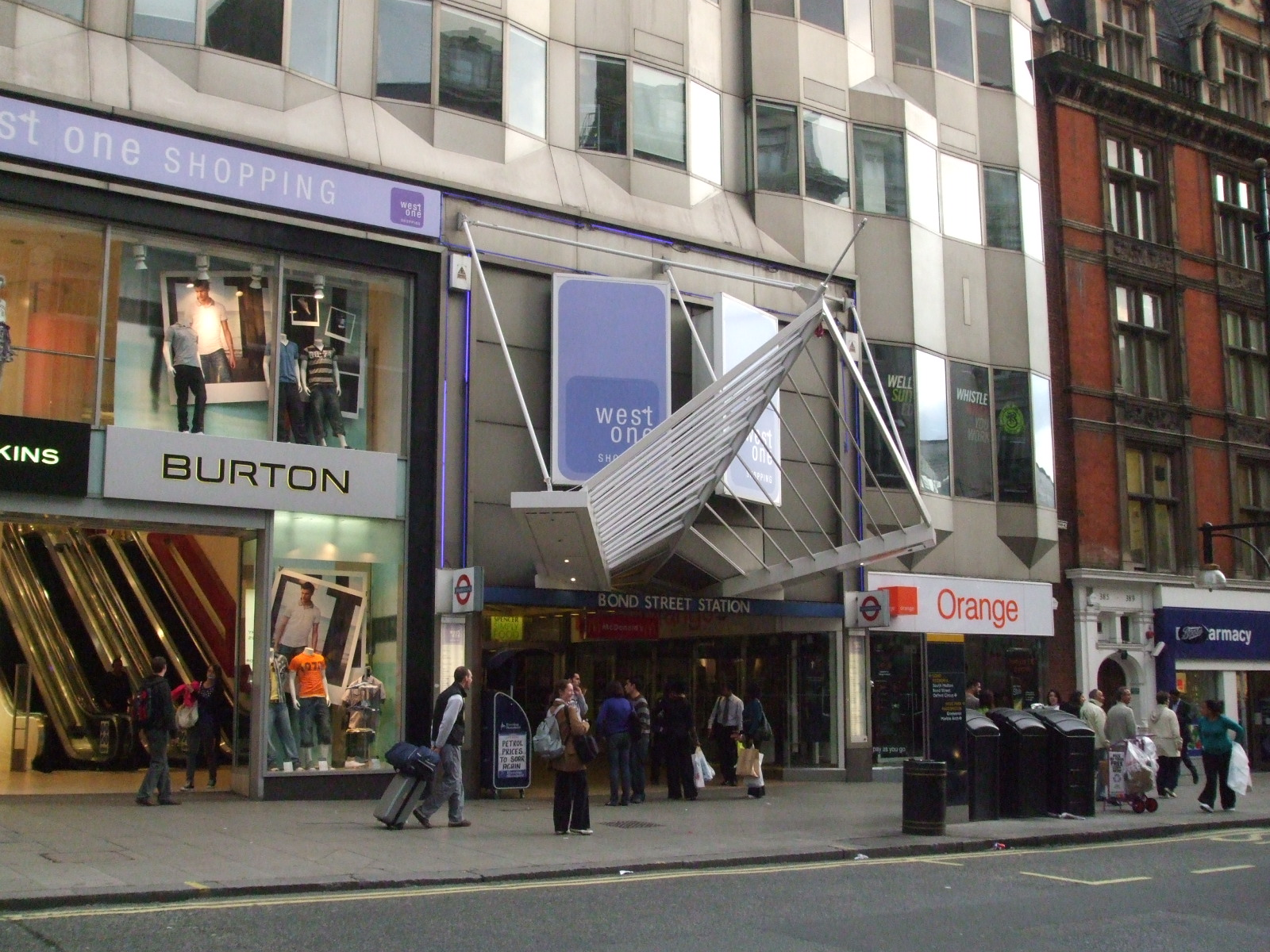
2008年時的牛津街出入口
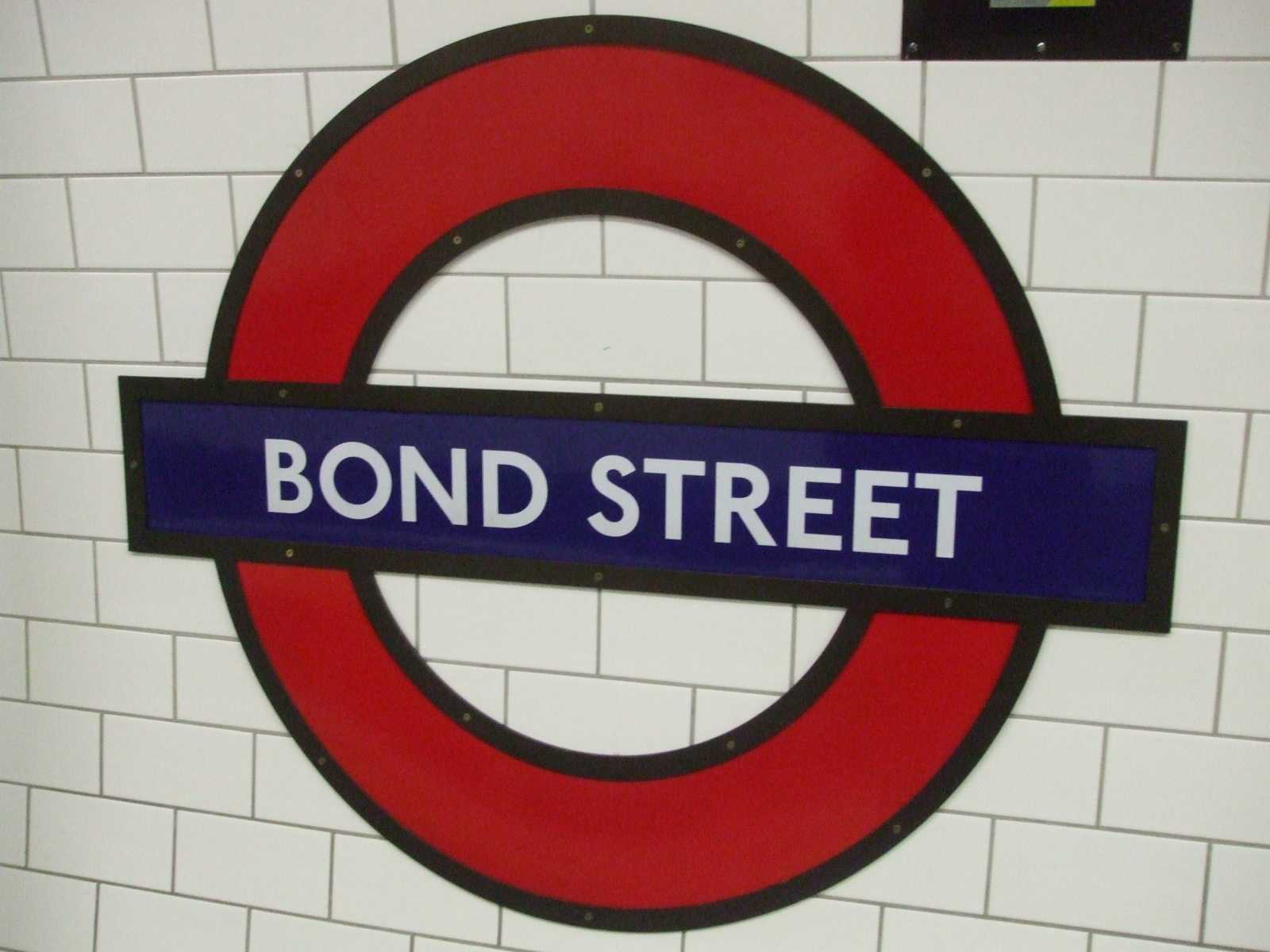
中央線西行月台的圓標
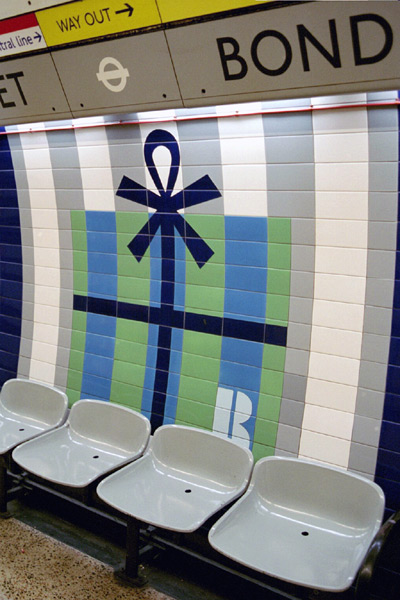
銀禧線月台的瓷磚圖案